# Allium x cornutum
Ciboule vivace, Ciboule  de Saint Jacques, Cive de Saint Jacques
Variété
Classification APG III (2009)
Allium x cornutum, la ciboule vivace, ciboule de Saint Jacques ou cive de St Jacques,, est une plante vivace d'Eurasie dont l'origine reste obscure. Il s'agirait d'un cultivar triploïde (2n = 3x = 24) entre Allium cepa, Allium roylei et un autre Allium. Il pourrait s'agir de l'espèce sauvage d'Asie centrale Allium galanthum Kar. et Kir., qui a des fleurs similaires, ou, selon une étude combinant des données moléculaires, phylogénétiques et cytogénétiques, avoir une origine triparentale de trois espèces putatives, A. cepa, A. pskemense et A. roylei.

## Habitat
Allium x cornutum a été trouvé à la fois en Europe (Pays-Bas, France et Croatie) et en Inde. Il est présent par endroits sous la désignation oignon de la Saint Jean et en France ciboule vivace de la Drome et cive du Poitou. Il est cultivé de nos jours dans certains projets de jardins urbains en ville.

## Description
Allium x cornutum est une plante vivace en touffe à feuilles creuses à section en D et racines très épaisses. Les hampes florales sont rarement produites, et donnent des inflorescences composées de bulbilles. Si celles-ci sont ôtées, des fleurs étoilées et blanches apparaissent.  

## Utilisation
Elles peuvent être récoltées à tout moment en oignon vert ou en bulbes. En climat tempéré les bulbes peuvent être récoltés dès la mi-juin (d'où leur nom). Les bulbes peuvent être conservés quelque temps au sec.
Leur goût est piquant et parfumé, mais moins que celui de l'échalote grise.